# Gastropexie
Als Gastropexie (von altgriechisch γαστῆρ gaster, deutsch ‚Magen‘, und Pexie ‚Anheften‘, ‚Annähen‘, von πἠγνυμι ‚mache fest‘) bezeichnet man die chirurgische Befestigung des Magens innerhalb des Bauchhöhle. 
Beim Menschen wird eine Gastropexie vor allem zur Verhinderung eines Rezidivs nach einer Hiatushernie durchgeführt. Dabei wird der Magenfundus an der Unterseite der linken Zwerchfellseite fixiert (Fundophrenikopexie) und die kleine Krümmung des Magens an der rückenseitigen Bauchwand (hintere Gastropexie). Die Fixierung des Magens an der vorderen Bauchwand (vordere Gastropexie) spielt heute keine Rolle mehr.
In der Tiermedizin wird eine Gastropexie vor allem beim Haushund durchgeführt. Hier dient sie zur Rezidivvermeidung im Rahmen der Operation einer Magendrehung. Gelegentlich wird die Gastropexie bei großen Hunderassen bereits prophylaktisch im Rahmen anderer Baucheingriffe durchgeführt. Bei der inzisionalen Gastropexie werden die seitliche Bauchwand bis durch den Musculus transversus abdominis und die Magenwand bis durch die Muskelschicht auf eine Länge von etwa 5 cm eingeschnitten und diese beiden Einschnitte miteinander vernäht. Bei der Belt-Loop-Technik wird ein Streifen der Magenwandmuskulatur im Bereich des Antrum pyloricum durch einen angelegten Tunnel in der Bauchwand gezogen und an seinem Ende wieder mit der Magenwand vernäht. Bei der zirkumkostalen Gastropexie wird dieser Streifen um die letzte Rippe geführt. Weiterhin ist auch die ventrale Mittellinien-Gastropexie beschrieben worden, bei der der Magen in den Verschluss der Körperwandinzision (in der Linea alba) einbezogen wird.